# 拉塞尔·霍比
拉塞尔·霍比（英語：Russell Hobby，1933年1月22日—），澳大利亚男子击剑运动员。他曾代表澳大利亚参加1966年大英帝国和英联邦运动会击剑比赛，获得一枚银牌和一枚铜牌。